# Trance Generators
Trance Generators var en hardstyle-grupp från Italien ursprungligen bestående av Philippe Martin, Simone Bergamelli och Aldo Pesenti. De släppte sin första singel (Terminal 932) på skivbolaget Anthem, år 2001. Året efter startade de ett eget skivbolag kallat Future Sound Corporation. Aldo Pesenti hoppade av i mars 2003 och 6 månader senare släppte de återstående två gruppmedlemmarna debutalbumet Banging Sounds. Även Philippe Martin lämnade gruppen och idag består denna italienska duo av Massimo Magri och Simone Bergamelli. Albumet Banging Sounds Vol. 2 släpptes i mitten av 2006 och det visar att Trance Generators fortfarande håller fast vid sin, för de senaste åren, karakteristiska hårda hardstyle med mycket inslag av acid. Phillipe Martin lämnade gruppen eller bandet för att börja producera Gigi Lav. Trance Generators hade sitt genombrott år 2005-2007. De har spelat på fester som "Ground-Zero". Swankie DJ är en brittisk dj som nästan har gjort om eller "remixat" deras låtar. De splittrades 2010. Nu när det bara finns en medlem kvar så bytte Simone Bergamelli namnet till Trance Generator eller "TG". Symbolen för Trance Generators har alltid varit ett vitt spöke med röda ögon. Deras succé låt var "Do not Follow the Leader". De har även gjort om Blutonium Boy's låt som heter Play This Song (PTS) vilket också blev en succé.